# Corcelles-en-Beaujolais
Corcelles-en-Beaujolais és un municipi francès situat al departament del Roine i a la regió d'Alvèrnia-Roine-Alps. L'any 2007 tenia 713 habitants.

## Demografia

### Població
El 2007 la població de fet de Corcelles-en-Beaujolais era de 713 persones. Hi havia 280 famílies de les quals 68 eren unipersonals (40 homes vivint sols i 28 dones vivint soles), 88 parelles sense fills, 88 parelles amb fills i 36 famílies monoparentals amb fills.
La població ha evolucionat segons el següent gràfic:
Habitants censats

### Habitatges
El 2007 hi havia 316 habitatges, 280 eren l'habitatge principal de la família, 14 eren segones residències i 22 estaven desocupats. 299 eren cases i 14 eren apartaments. Dels 280 habitatges principals, 212 estaven ocupats pels seus propietaris, 54 estaven llogats i ocupats pels llogaters i 14 estaven cedits a títol gratuït; 2 tenien una cambra, 12 en tenien dues, 33 en tenien tres, 83 en tenien quatre i 150 en tenien cinc o més. 232 habitatges disposaven pel capbaix d'una plaça de pàrquing. A 116 habitatges hi havia un automòbil i a 148 n'hi havia dos o més.

### Piràmide de població
La piràmide de població per edats i sexe el 2009 era:
| Homes | Edats   | Dones |
| ----- | ------- | ----- |
| 0     | 95 o +  | 0     |
| 0     | 90 a 94 | 0     |
| 4     | 85 a 89 | 8     |
| 0     | 80 a 84 | 8     |
| 8     | 75 a 79 | 8     |
| 8     | 70 a 74 | 16    |
| 16    | 65 a 69 | 20    |
| 12    | 60 a 64 | 8     |
| 12    | 55 a 59 | 20    |
| 28    | 50 a 54 | 24    |
| 28    | 45 a 49 | 24    |
| 16    | 40 a 44 | 24    |
| 44    | 35 a 39 | 16    |
| 40    | 30 a 34 | 44    |
| 24    | 25 a 29 | 24    |
| 8     | 20 a 24 | 4     |
| 20    | 15 a 19 | 40    |
| 16    | 10 a 14 | 24    |
| 32    | 5 a 9   | 20    |
| 28    | 0 a 4   | 32    |

## Economia
El 2007 la població en edat de treballar era de 471 persones, 352 eren actives i 119 eren inactives. De les 352 persones actives 343 estaven ocupades (191 homes i 152 dones) i 9 estaven aturades (2 homes i 7 dones). De les 119 persones inactives 47 estaven jubilades, 37 estaven estudiant i 35 estaven classificades com a «altres inactius».

### Ingressos
El 2009 a Corcelles-en-Beaujolais hi havia 317 unitats fiscals que integraven 817 persones, la mediana anual d'ingressos fiscals per persona era de 19.182 €.

### Activitats econòmiques
Dels 39 establiments que hi havia el 2007, 1 era d'una empresa alimentària, 1 d'una empresa de fabricació d'altres productes industrials, 14 d'empreses de construcció, 7 d'empreses de comerç i reparació d'automòbils, 3 d'empreses de transport, 2 d'empreses d'hostatgeria i restauració, 1 d'una empresa financera, 2 d'empreses immobiliàries, 6 d'empreses de serveis, 1 d'una entitat de l'administració pública i 1 d'una empresa classificada com a «altres activitats de serveis».
Dels 10 establiments de servei als particulars que hi havia el 2009, 1 era un taller de reparació d'automòbils i de material agrícola, 4 fusteries, 1 lampisteria, 3 electricistes i 1 restaurant.
L'únic establiment comercial que hi havia el 2009 era una fleca.
L'any 2000 a Corcelles-en-Beaujolais hi havia 46 explotacions agrícoles que ocupaven un total de 510 hectàrees.

## Equipaments sanitaris i escolars
El 2009 hi havia una escola elemental.

## Poblacions més properes
El següent diagrama mostra les poblacions més properes.